# Campionato europeo maschile di pallacanestro Under-18 1978
Il 8º Campionato europeo di pallacanestro maschile Under-18 (noto anche come FIBA Europe Under-18 Championship 1978) si è svolto in Italia, presso Roseto e Teramo, dal 22 al 30 agosto 1978.

## Squadre partecipanti
- Francia
- Cecoslovacchia
- Spagna
- Belgio
- Israele
- Grecia

- Turchia
- Italia
- Jugoslavia
- Romania
- Polonia
- Unione Sovietica

## Primo turno
Le squadre sono divise in 2 gruppi da 6 squadre, con gironi all'italiana. Le prime quattro si qualificano per la fase successiva ad eliminazione diretta, mentre le ultime giocano per il 9-12 posto.

### Gruppo A
| Team                | Pt | V - P | PF - PS   | Dp   |
| ------------------- | -- | ----- | --------- | ---- |
| 1. Unione Sovietica | 10 | 5 - 0 | 534 - 408 | +126 |
| 2. Spagna           | 9  | 4 - 1 | 499 - 414 | +85  |
| 3. Italia           | 8  | 3 - 2 | 410 - 401 | +9   |
| 4. Grecia           | 7  | 2 - 3 | 375 - 414 | -39  |
| 5. Belgio           | 6  | 1 - 4 | 387 - 485 | -98  |
| 6. Francia          | 5  | 0 - 5 | 312 - 395 | -83  |

### Gruppo B
| Team              | Pt | V - P | PF - PS   | Dp   |
| ----------------- | -- | ----- | --------- | ---- |
| 1. Jugoslavia     | 10 | 5 - 0 | 466 - 353 | +113 |
| 2. Bulgaria       | 9  | 4 - 1 | 397 - 376 | +21  |
| 3. Turchia        | 7  | 2 - 3 | 385 - 400 | +15  |
| 4. Cecoslovacchia | 7  | 2 - 3 | 399 - 406 | -7   |
| 5. Romania        | 7  | 2 - 3 | 387 - 432 | -45  |
| 6. Polonia        | 5  | 0 - 5 | 340 - 407 | -67  |

## Fase a eliminazione diretta

### Tabellone 1º-4º posto
|  | Semifinali 1º/4º posto | Semifinali 1º/4º posto | Semifinali 1º/4º posto |        |                  | Finale 1º/2º posto | Finale 1º/2º posto | Finale 1º/2º posto |  |
|  |                        |                        |                        |        |                  |                    |                    |                    |  |
|  | Unione Sovietica       | Unione Sovietica       | 121                    |        |                  |                    |                    |                    |  |
|  | Unione Sovietica       | Unione Sovietica       | 121                    |        |                  |                    |                    |                    |  |
|  | Bulgaria               | Bulgaria               | 83                     |        |                  |                    |                    |                    |  |
|  | Bulgaria               | Bulgaria               | 83                     |        | Unione Sovietica | Unione Sovietica   | 104                |                    |  |
|  |                        |                        |                        |        | Unione Sovietica | Unione Sovietica   | 104                |                    |  |
|  |                        |                        | Spagna                 | Spagna | 100              |                    |                    |                    |  |
|  | Jugoslavia             | Jugoslavia             | Spagna                 | Spagna | 100              | 86                 |                    |                    |  |
|  | Jugoslavia             | Jugoslavia             |                        |        |                  | 86                 |                    |                    |  |
|  | Spagna                 | Spagna                 | 87                     |        |                  | Finale 3º/4º posto | Finale 3º/4º posto | Finale 3º/4º posto |  |
|  | Spagna                 | Spagna                 | 87                     |        |                  |                    |                    |                    |  |
|  |                        |                        |                        |        |                  |                    |                    |                    |  |
|  |                        |                        |                        |        |                  | Bulgaria           | Bulgaria           | 72                 |  |
|  |                        |                        |                        |        |                  | Bulgaria           | Bulgaria           | 72                 |  |
|  |                        |                        |                        |        |                  | Jugoslavia         | Jugoslavia         | 95                 |  |

### Tabellone 5º-8º posto
|  | Semifinali 5º/8º posto | Semifinali 5º/8º posto | Semifinali 5º/8º posto |        |        | Finale 5º/6º posto | Finale 5º/6º posto | Finale 5º/6º posto |  |
|  |                        |                        |                        |        |        |                    |                    |                    |  |
|  | Italia                 | Italia                 | 110                    |        |        |                    |                    |                    |  |
|  | Italia                 | Italia                 | 110                    |        |        |                    |                    |                    |  |
|  | Cecoslovacchia         | Cecoslovacchia         | 84                     |        |        |                    |                    |                    |  |
|  | Cecoslovacchia         | Cecoslovacchia         | 84                     |        | Italia | Italia             | 93                 |                    |  |
|  |                        |                        |                        |        | Italia | Italia             | 93                 |                    |  |
|  |                        |                        | Grecia                 | Grecia | 67     |                    |                    |                    |  |
|  | Grecia                 | Grecia                 | Grecia                 | Grecia | 67     | 87                 |                    |                    |  |
|  | Grecia                 | Grecia                 |                        |        |        | 87                 |                    |                    |  |
|  | Turchia                | Turchia                | 79                     |        |        | Finale 7º/8º posto | Finale 7º/8º posto | Finale 7º/8º posto |  |
|  | Turchia                | Turchia                | 79                     |        |        |                    |                    |                    |  |
|  |                        |                        |                        |        |        |                    |                    |                    |  |
|  |                        |                        |                        |        |        | Cecoslovacchia     | Cecoslovacchia     | 98                 |  |
|  |                        |                        |                        |        |        | Cecoslovacchia     | Cecoslovacchia     | 98                 |  |
|  |                        |                        |                        |        |        | Turchia            | Turchia            | 68                 |  |

### Tabellone dal 9º al 12º posto
|  | Semifinali 9º/12º posto | Semifinali 9º/12º posto | Semifinali 9º/12º posto |         |        | Finale 9º/10º posto  | Finale 9º/10º posto  | Finale 9º/10º posto  |  |
|  |                         |                         |                         |         |        |                      |                      |                      |  |
|  | Belgio                  | Belgio                  | 83                      |         |        |                      |                      |                      |  |
|  | Belgio                  | Belgio                  | 83                      |         |        |                      |                      |                      |  |
|  | Polonia                 | Polonia                 | 74                      |         |        |                      |                      |                      |  |
|  | Polonia                 | Polonia                 | 74                      |         | Belgio | Belgio               | 68                   |                      |  |
|  |                         |                         |                         |         | Belgio | Belgio               | 68                   |                      |  |
|  |                         |                         | Francia                 | Francia | 75     |                      |                      |                      |  |
|  | Romania                 | Romania                 | Francia                 | Francia | 75     | 78                   |                      |                      |  |
|  | Romania                 | Romania                 |                         |         |        | 78                   |                      |                      |  |
|  | Francia                 | Francia                 | 85                      |         |        | Finale 11º/12º posto | Finale 11º/12º posto | Finale 11º/12º posto |  |
|  | Francia                 | Francia                 | 85                      |         |        |                      |                      |                      |  |
|  |                         |                         |                         |         |        |                      |                      |                      |  |
|  |                         |                         |                         |         |        | Polonia              | Polonia              | 71                   |  |
|  |                         |                         |                         |         |        | Polonia              | Polonia              | 71                   |  |
|  |                         |                         |                         |         |        | Romania              | Romania              | 85                   |  |

## Classifica finale
| Campione d'Europa | Campione d'Europa | Campione d'Europa |
| ----------------- | ----------------- | ----------------- |
| Unione Sovietica  |                   |                   |
| Argento           | Spagna            |                   |
| Bronzo            | Jugoslavia        |                   |
| 4.                | Bulgaria          |                   |
| 5.                | Italia            |                   |
| 6.                | Grecia            |                   |
| 7.                | Cecoslovacchia    |                   |
| 8.                | Turchia           |                   |
| 9.                | Francia           |                   |
| 10.               | Belgio            |                   |
| 11.               | Romania           |                   |
| 12.               | Polonia           |                   |